# Cymodoce robusta
Cymodoce robusta är en kräftdjursart som beskrevs av Hugo Frederik Nierstrasz 1918. Cymodoce robusta ingår i släktet Cymodoce och familjen klotkräftor. Inga underarter finns listade i Catalogue of Life.